# Programme Vostok
Pour les articles homonymes, voir Vostok.

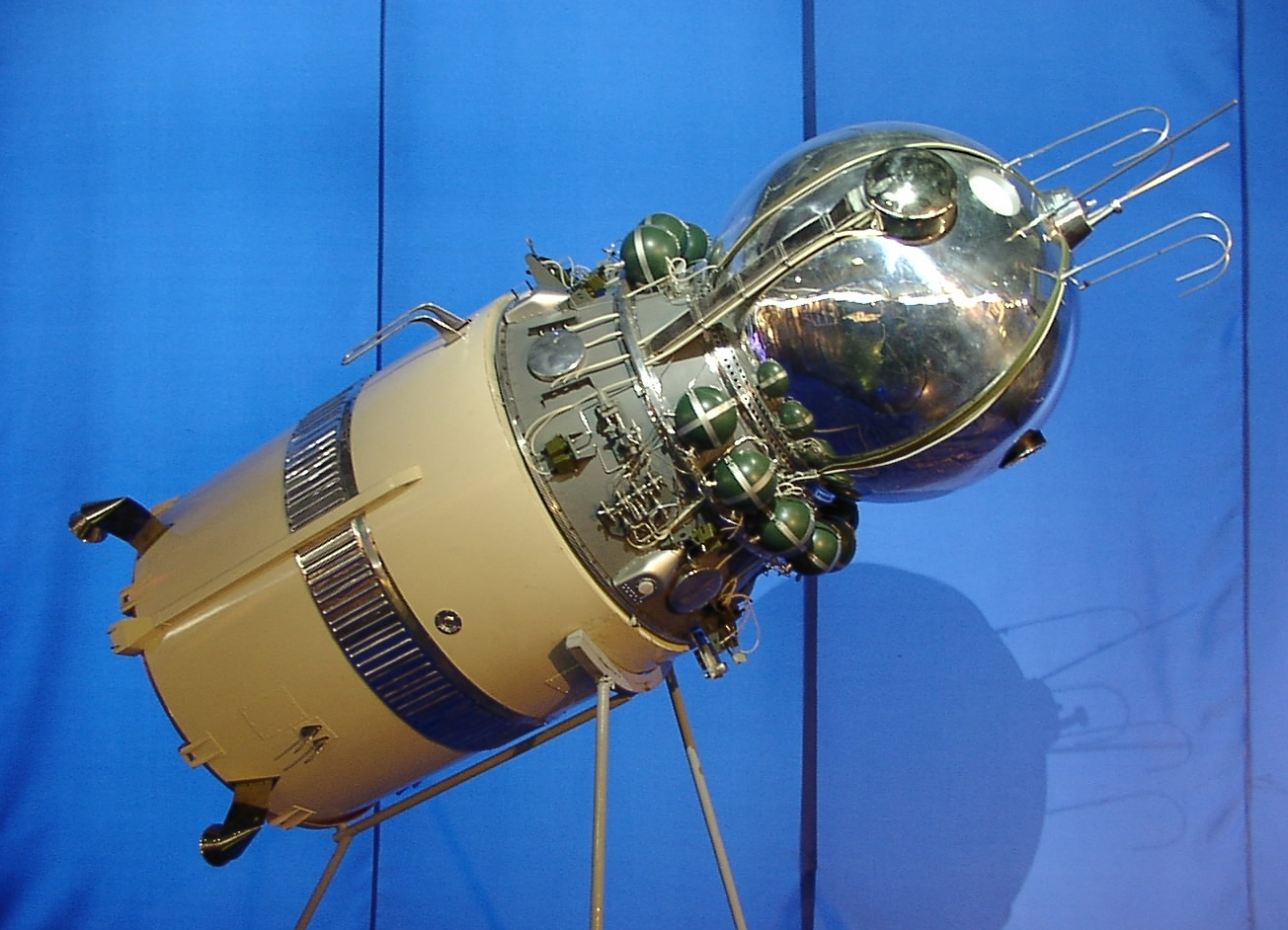
Vaisseau Vostok.

Le programme Vostok (du russe Восток signifiant « Est ») est le premier programme spatial habité de l'Union soviétique, dont les essais ont eu lieu en 1960 et 1961, avec des animaux à bord, puis qui a donné lieu à six vols pilotés entre 1961 et 1963.
C'est ainsi que le 12 avril 1961, Youri Gagarine est devenu le premier homme à séjourner dans l'espace (mission  Vostok 1).
Cinq autres missions se sont déroulées avant que le programme Voskhod ne prenne la suite (deux vols en 1964 et 1965) puis le programme Soyouz (à partir de 1967), dont le vaisseau est toujours utilisé aujourd'hui.

## Contexte
Le lancement du premier satellite artificiel Spoutnik 1 en 1957 par l'Union soviétique démontre l'avance prise par les ingénieurs soviétiques dans le domaine des lanceurs et marque le début de l'ère spatiale. Les États-Unis et l'Union Soviétique se livrent à une « course à l'espace ». Durant cette période de guerre froide il s'agit pour chacune des deux superpuissances de prouver la supériorité de son système politique par le biais de ses succès dans le domaine spatial.

## Origines du projet

### Premières études
Les premières études soviétiques consacrées à l'envoi d'un homme dans l'espace remontent à août 1958. Le responsable du programme spatial soviétique Serguei Korolev, chef du bureau d'études OKB-1, demande aux ingénieurs Mikhail Tikhonravov et Konstantin Feoktistov de travailler sur ce projet. En avril 1959 un premier plan du vaisseau qui doit emporter un unique cosmonaute est produit. Le lanceur soviétique utilisé pour placer en orbite les premiers satellites soviétiques, la R-7 Semiorka, est très puissant, et permet sans évolution importante de placer en orbite un vaisseau avec équipage, beaucoup plus lourd. Le lanceur R-7 auquel est ajouté un troisième étage - le bloc Ye - permet de mettre en orbite jusqu'à 5 tonnes.
En mai 1959, les dirigeants soviétiques décident de mettre sur pied un programme de satellites de reconnaissance. Korolev parvient à introduire dans le décret qui officialise la réalisation de ces satellites baptisés Zenit, une clause pour le développement d'un vaisseau habité.

### Choix d'architecture
Les débuts de l'ère spatiale se caractérisent par un manque de fiabilité des lanceurs et des engins spatiaux placés en orbite. En conséquence, les ingénieurs soviétiques après des débats houleux, font des choix d'architecture qui réduisent les risques de défaillance : durant la rentrée atmosphérique le vaisseau doit effectuer un vol purement balistique c'est-à-dire sans aucun pilotage et les ingénieurs choisissent un module de descente sphérique. Équipé d'un bouclier thermique, celui-ci permet d'affronter de manière très simple la phase délicate de décélération du vaisseau lorsqu'il quitte son orbite. Des vols du vaisseau sans équipage sont prévus pour permettre la mise au point des différents systèmes. Tous les équipements qui n'ont pas besoin de revenir au sol sont logés dans deux compartiments attachés au module de descente qui se détachent avant le retour au sol.

### Démarrage officiel
Un décret du gouvernement soviétique en date du 10 décembre 1959 officialise le projet de lancer un homme dans l'espace. Quelques mois plus tard, fin avril 1960, les plans d'une première version du vaisseau destinée à fonctionner sans équipage, pour permettre la mise au point, est figée et approuvée par Korolev. Les vols de test sont planifiés entre mai et décembre 1960.
Le programme devient prioritaire lorsque les Américains dévoilent leur propre projet de mission spatiale habitée qui repose la reconversion d'un missile balistique Atlas capable de placer 1,3 tonne en orbite et sur le développement d'un vaisseau spatial dans le cadre du programme Mercury. Le premier vol orbital américain est planifié en 1961. Pour les dirigeants soviétiques, il n'est pas envisageable que les États-Unis réalisent la prochaine première spatiale avant l'Union soviétique. Khrouchtchev accorde à travers un décret signé le 28 août 1958 la plus forte priorité au programme Vostok.

### La sélection des cosmonautes
Après que les Soviétiques ont lancé le tout premier satellite artificiel, en octobre 1957, les Américains entendent reprendre le dessus et s'engagent dans la préparation des vols spatiaux habités avec le programme Mercury. Le 9 avril 1959, ils ont officialisé leur toute première sélection d'astronautes, connue depuis sous le nom Mercury Seven.
Dès le mois suivant, une commission dirigée par l'académicien Mstislav Keldych décide que les futurs cosmonautes seront des pilotes de l'armée de l'air. Le premier plan de sélection et de préparation est élaboré en juillet par les médecins de l'Institut de médecine aéronautique. En août, la création des moyens techniques commence sous la direction du général-lieutenant Nikolaï Kamanine. La sélection commence le 3 septembre. Dans les bases aériennes, 3000 pilotes sont examinés. Les critères sont d'ordre à la fois physique et psychologique. 200 pilotes sont pré-sélectionnés. Le 3 octobre, il n'en reste plus que 102. La véritable sélection consiste à passer un examen médical complet, à tourner sur un siège spécial, à monter en altitude dans une chambre barométrique et à subir une forte accélération dans une centrifugeuse.
À la différence des Américains, qui ont retenu des personnes nées entre 1921 et 1927, les soviétiques choisissent des pilotes nés après 1930. Par ailleurs, compte tenu de l'espace restreint disponible dans la capsule, les recrues ne mesurent pas plus de 1,70  à   1,75 mètre.
Le 7 mars 1960, vingt hommes sont finalement retenus.
|    | Nom                       | Date de naissance | Date de décès     | Missions                     | Dates                                          |
| -- | ------------------------- | ----------------- | ----------------- | ---------------------------- | ---------------------------------------------- |
| 1  | Ivan N. Anikeiev (en)     | 12 février 1933   | 20 août 1992      | /                            | /                                              |
| 2  | Pavel I. Belyaïev         | 26 juin 1925      | 10 janvier 1970   | Voskhod 2                    | 18 mars 1965                                   |
| 3  | Valentin V. Bondarenko    | 16 février 1937   | 23 mars 1961      | /                            | /                                              |
| 4  | Valery F. Bykowski        | 2 août 1934       | 27 mars 2019      | Vostok 5 Soyouz 22 Soyouz 31 | 14 juin 1963 15 septembre 1976 26 août 1978    |
| 5  | Valentin I. Filatev (en)  | 21 janvier 1930   | 15 septembre 1990 | /                            | /                                              |
| 6  | Youri A. Gagarine         | 9 mars 1934       | 27 mars 1968      | Vostok 1                     | 12 avril 1961                                  |
| 7  | Viktor N. Gorbatko        | 3 décembre 1934   | 17 mai 2017       | Soyouz 7 Soyouz 24 Soyouz 37 | 12 octobre 1969 7 février 1977 23 juillet 1980 |
| 8  | Anatoly Y. Kartachov (en) | 25 août 1932      | 11 décembre 2005  | /                            | /                                              |
| 9  | Vladimir M. Komarov       | 10 septembre 1927 | 24 avril 1967     | Voskhod 1 Soyouz 1           | 12 octobre 1964 23 avril 1967                  |
| 10 | Ievgueni V. Khrounov      | 10 septembre 1933 | 19 mai 2000       | Soyouz 5 / 4                 | 15 janvier 1969                                |
| 11 | Alexei A. Leonov          | 30 mai 1934       | 11 octobre 2019   | Voskhod 2 Soyouz 19          | 18 mars 1965 15 juillet 1975                   |
| 12 | Grigori G. Nelioubov      | 31 mars 1934      | 18 février 1966   | /                            | /                                              |
| 13 | Andrian G. Nikolaïev      | 5 septembre 1929  | 4 juillet 2004    | Vostok 3 Soyouz 9            | 11 août 1962 1er juin 1970                     |
| 14 | Pavel R. Popovitch        | 5 octobre 1930    | 30 septembre 2009 | Vostok 4 Soyouz 14           | 12 août 1962 3 juillet 1974                    |
| 15 | Mars Z. Razikov           | 30 septembre 1933 | 23 juillet 2000   | /                            | /                                              |
| 16 | Gueorgui S. Shonine       | 3 août 1935       | 7 avril 1997      | Soyouz 6                     | 11 octobre 1969                                |
| 17 | Guerman S. Titov          | 11 septembre 1935 | 20 septembre 2000 | Vostok 2                     | 6 août 1961                                    |
| 18 | Valentin S. Varlamov (en) | 15 août 1934      | 2 novembre 1980   | /                            | /                                              |
| 19 | Boris V. Volynov          | 18 décembre 1934  | /                 | Soyouz 5 Soyouz 21           | 15 janvier 1969 6 juillet 1976                 |
| 20 | Dimitri A. Zaïkine (en)   | 29 avril 1932     | 21 octobre 2013   | /                            | /                                              |

Grâce à leurs parcours respectifs, cinq ont pu déroger à la règle de l'âge, dont Nikolaïev, Komarov et Belyaïev, nés à la fin des années 1920,. Cette sélection, comme tout ce qui relève du programme spatial soviétique, restera longtemps tenue secrète. Douze hommes seulement prendront le chemin de l'espace (dont cinq pour le programme Vostok) et leurs noms seront connus au fur et à mesure de leurs missions. Les huit autres seront progressivement écartés pour des raisons diverses : l'un d'entre eux à la suite d'un accident mortel, d'autres pour des raisons médicales, d'autres enfin pour des motifs disciplinaires. Leurs identités ne seront révélées qu'à la fin des années 1980 (période de la Glasnost).
À la fin de l'année 1961, alors que Gagarine et Titov ont effectué les premiers vols orbitaux de l'histoire (Vostok 1 et 2), les Soviétiques décident de confier une mission à une femme, dans le but de se singulariser des Américains. En janvier 1962, ils lancent un appel à candidatures. Sur les 58 personnes présélectionnées, cinq sont retenues le 28 février, qui commencent leur entraînement le 14 mars.
|   | Nom                      | Date de naissance | Date de décès | Missions | Dates        |
| - | ------------------------ | ----------------- | ------------- | -------- | ------------ |
| 1 | Janna D. Iorkina         | 6 mai 1939        | 25 mai 2015   | /        | /            |
| 2 | Tatiana D. Kouznetsova   | 14 juillet 1941   | 28 août 2018  | /        | /            |
| 3 | Valentina L. Ponomariova | 18 septembre 1933 | /             | /        | /            |
| 4 | Irina B. Soloviova       | 2 septembre 1937  | /             | /        | /            |
| 5 | Valentina V. Terechkova  | 21 janvier 1930   | /             | Vostok 6 | 14 juin 1963 |

Une seule d'entre elles volera : Valentina Terechkova, sur Vostok 6. Les quatre autres seront retenues pour le programme suivant (Voskhod) puis finalement écartées en 1969.

## Les composants du programme

### Le lanceur Vostok

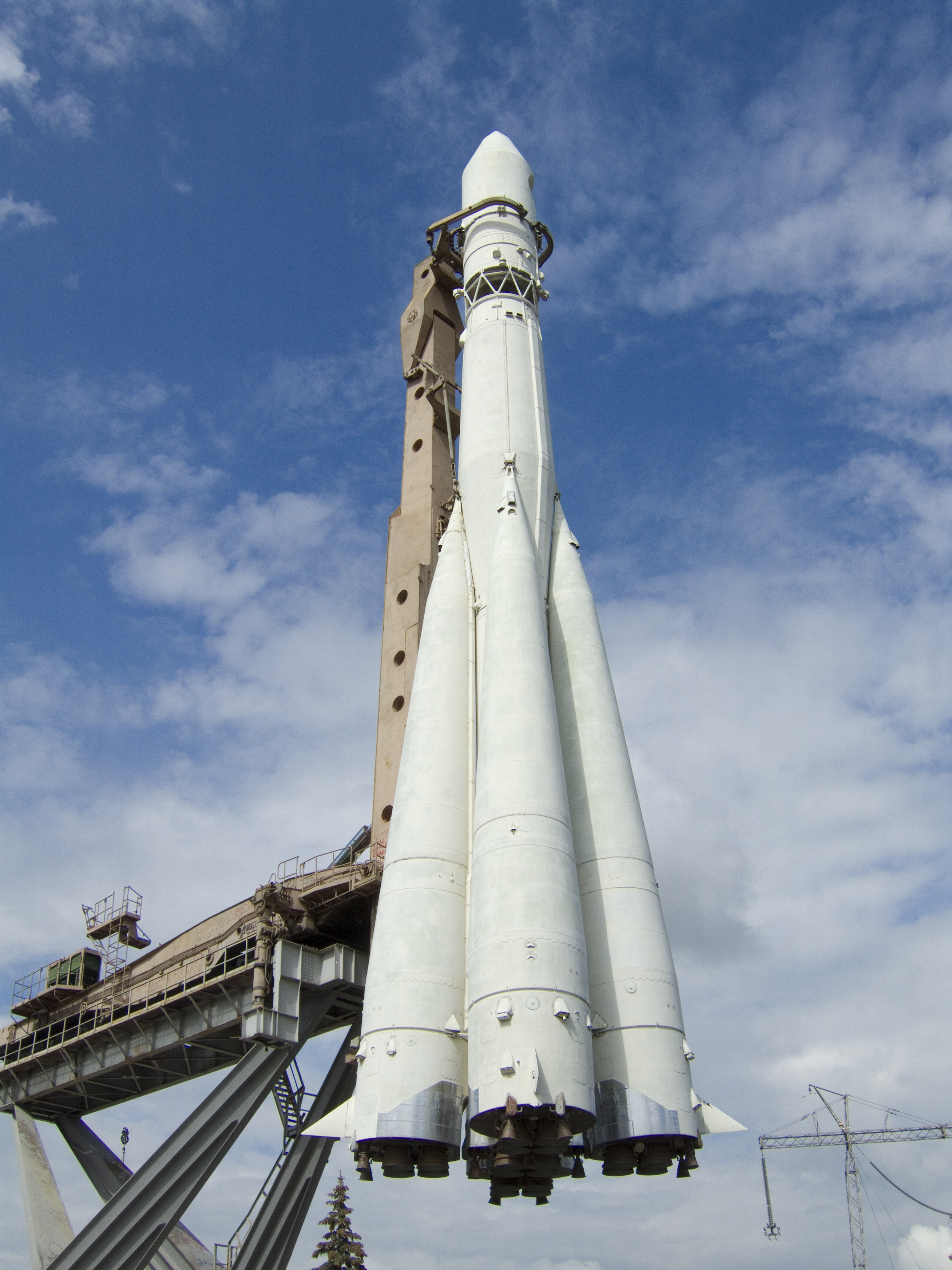
La fusée

La fusée porteuse des vaisseaux Vostok est une des versions du lanceur R-7 Semiorka, qui était à l'origine le premier missile balistique intercontinental développé par l'Union soviétique ; puis qui, en 1957, a envoyé le tout premier satellite artificiel mondial, Spoutnik 1 ; et qui est encore utilisée au début du XXIe siècle, notamment pour lancer les vaisseaux Soyouz vers la station spatiale internationale. À ce titre, la Semiorka est sans conteste le lanceur le plus ancien qui soit et fabriqué en un nombre record d'exemplaires.
Au début de l'année 1958, Serguei Korolev, l'initiateur et le responsable du programme spatial soviétique, a développé un troisième étage pour compléter la version existante, de sorte à pouvoir mettre en orbite un vaisseau habité par une personne.

### Le vaisseau Vostok
La conception du vaisseau débute au printemps 1957. En avril 1958, Tikhonravov, qui travaille dans l'équipe de Sergueï Korolev, établit le cahier des charges. Le vaisseau doit peser entre 5  et   5,5 tonnes et subir durant la rentrée atmosphérique une décélération de 8 à 9 G et une température de 2500 à 3 000 °C. Une masse comprise entre 1 300  et   1 500 kg est allouée au bouclier thermique, et l'atterrissage doit se faire avec une précision de 100  à   170 km. L'orbite visée est de 250 km. Les premiers dessins de l'engin sont produits à l'automne 1958.
Trois versions du Vostok ont été mises sur orbite de 1960 à 1963, la troisième étant celle utilisée par les cosmonautes :
- le modèle "1P", utilisé une seule fois, le 15 mai 1960, sans aucun système de retour au sol ;
- le modèle "1K", deux exemplaires mis sur orbite le 19 août et 1er décembre 1960 avec des chiens à bord, récupérés ;
- le modèle "3K", utilisés huit fois entre le 9 mars 1961 et le 19 juin 1963 (les deux premières fois sans passagers).

### Installations et support au sol
La gestion d'une mission avec équipage nécessite de densifier les équipements de suivi et de créer un dispositif de récupération du vaisseau et de son équipage.
Le réseau de stations au sol, qui comporte sept stations (Tiura-Tam, Makat, Sari-Shagan, Ieniseïsk. Iskhoup, Ïelizovo et Kliouchi), est renforcé par six nouvelles stations (Leningrad, Simferopol, Tbilis, Kolpashevo, Ulan-Ude et Moscou). Pour pouvoir assurer le suivi et les liaisons radio lorsque le vaisseau survole les océans, il est prévu que des vaisseaux spécialisés, équipés de moyens de suivi et de communication) soient positionnés en différents points du globe.
La première génération de navires de suivi utilisée pour la qualification des missiles intercontinentaux est renforcée en août 1960 par les navires Dolinsk, Ilichevsk et Krasnodar. Chaque station et navire est à portée du vaisseau durant 5 à 10 minutes.
Le centre de contrôle des missions se trouve à Bolshevo dans la banlieue de Moscou. L'Armée de l'Air fournit les moyens permettant de récupérer l'équipage et le vaisseau après son atterrissage. Le dispositif comprend 25 avions (20 Il-4s, trois Antonov 12 et deux Tupolev-95) ainsi que 10 hélicoptères. Sept équipes de parachutistes sont chargées de retrouver rapidement le cosmonaute pour lui fournir si nécessaire les premiers soins.

## Historique des missions

### Vols d'essai
Les premiers vols du programme sont consacrés à la mise au point du vaisseau spatial sans équipage embarqué.
- Le 15 mai 1960, "Korabl-Spoutnik 1" (plus tard connu sous le nom de Spoutnik 4) s'élève dans le ciel. D'un poids de 4540 kg, et d'une conception encore rudimentaire ("Vostok 1KP"), ne disposant pas d'équipements lui permettant de revenir au sol. Le vaisseau effectue 64 orbites sans encombre mais, à la suite d'une anomalie, il est placé ensuite sur une orbite plus élevée où il est alors abandonné. Il retombera dans l'atmosphère beaucoup plus tard et en deux parties : la cabine en 1962 et le module de service en 1965.

Les quatre tests suivants utilisent une version opérationnelle du vaisseau, dite "Vostok 1K", qui dispose notamment d'un système de support de vie permettant le retour sur Terre d'animaux embarqués à titre expérimental.
- Le premier d'entre eux, qui emporte deux chiens, Bars et Lisitchka, le 28 juillet 1960, est un échec : la fusée explose 28 secondes après le décollage. Aucun système d'éjection n'étant prévu, les deux animaux sont tués.

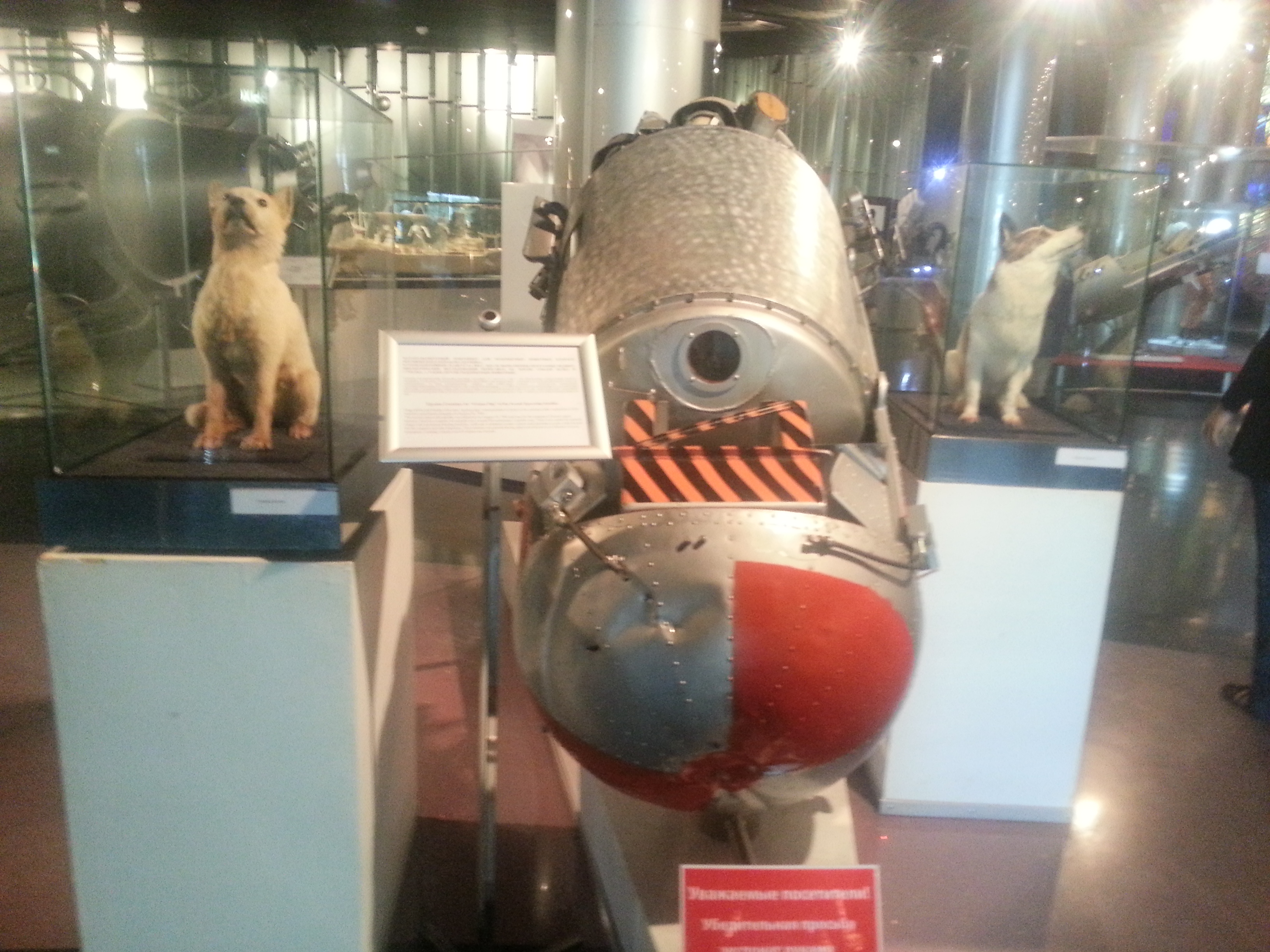
Belka et Strelka au Musée mémorial de l'astronautique, à Moscou.

- La mission suivante, "Korabl-Sputnik 2" (alias Spoutnik 5), est lancée le 19 août 1960. Elle emporte les chiennes Belka et Strelka ainsi qu'un certain nombre de spécimens biologiques (souris, insectes et échantillons de peau humaine). Le vol dure 26 heures. Le comportement des animaux, filmé par deux caméras, alarme les médecins qui scrutent les effets de l'absence de pesanteur : ceux-ci sont d'abord complètement apathiques puis Belka vomit. Le vol est néanmoins un succès et les deux chiens sont récupérés en bonne santé après la rentrée atmosphérique et l'atterrissage de leur capsule. Le module de descente était le deuxième objet artificiel à revenir sur Terre à la suite d'un séjour en orbite (le premier avait été une capsule du satellite de reconnaissance Corona). Compte tenu du comportement des chiens, les médecins recommandent que le premier vol avec un équipage humain, ne dure qu'une seule orbite[11].

Tous les objectifs fixés sont remplis et les travaux sur la version 3A du vaisseau Vostok permettant l'emport d'un cosmonaute progressent. Une attention particulière est apportée à la sécurité du pilote. Le 10 septembre, il est prévu un ou deux vols d'essais de la version 1K du vaisseau et deux vols de qualification de la version opérationnelle 3A, le premier vol avec équipage étant programmé fin décembre, de sorte à devancer le programme Mercury des Américains. Ce calendrier implique un doublement de la cadence des vols mais le 24 octobre, la catastrophe de Nedelin (qui fait plus de cent morts dont plusieurs ingénieurs et responsables impliqués dans le programme spatial) entraine un retard d'une quinzaine de jours. Le 10 novembre, le lancement du premier homme dans l'espace est repoussé à fin février 1961, alors que la NASA prévoit un vol suborbital au printemps.
- Le 1er décembre 1960, Spoutnik 6 emporte à nouveau deux chiens, Pchiolka et Mouchka. Au bout de 24 heures, les rétrofusées qui doivent déclencher le retour sur Terre sont mises à feu. Mais leur durée de fonctionnement est plus courte que prévu et le freinage résultant, plus réduit, entraine une modification de la zone d'atterrissage qui se trouve en dehors du territoire soviétique. Le vaisseau a été équipé d'un système d'autodestruction afin que les secrets soviétiques ne puissent tomber entre des mains étrangères (celui-ci ne sera pas installé sur les vols habités). Il est déclenché lors de la rentrée atmosphérique. La presse soviétique annonce à l'époque que le vaisseau a été détruit à la suite d'une défaillance de son système de contrôle d'attitude[14].

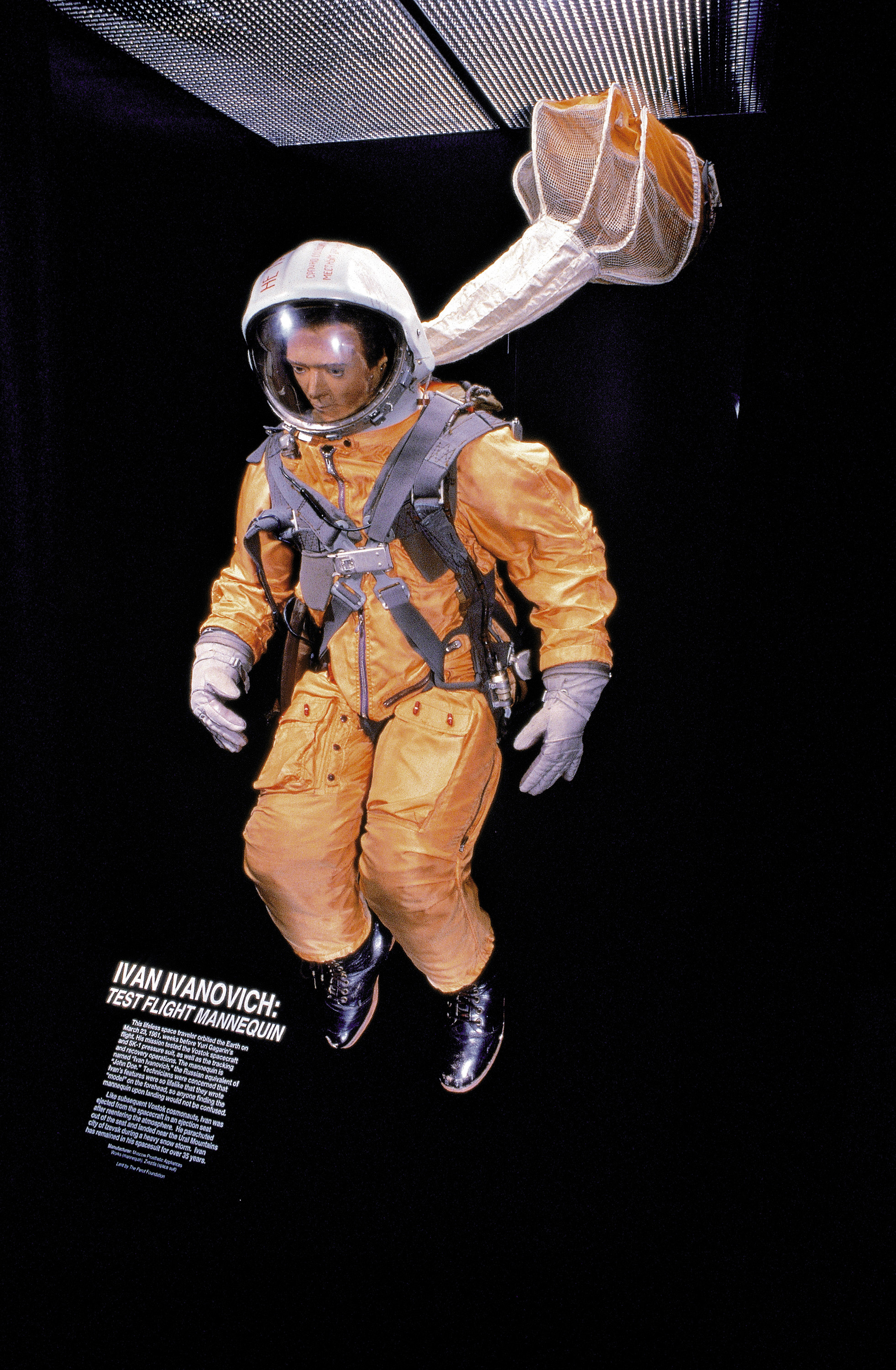
"Ivan Ivanovich", le mannequin emporté en mars 1961 lors des vols Spoutnik 9 et 10.
Exposé au National Air and Space Museum.

- Le 22 décembre 1960, le quatrième vol emporte les chiens Kometa et Shoutka. Le lanceur utilise une nouvelle version du troisième étage qui permet de porter la charge utile de 5 à 5,5 tonnes mais celui-ci s'éteint prématurément, 452 secondes après le début du tir, à la suite de la destruction du générateur de gaz. Après être monté jusqu'à une altitude de 214 km, le vaisseau atterrit en Sibérie à 3 500 km du pas de tir. Les chiens sont récupérés vivants malgré le froid intense et l'échec du système d'éjection des passagers. Ce dernier point, ainsi que l'échec de la séparation entre le module de descente et le module de service, constituent un revers dans le programme de qualification du vaisseau Vostok[15].

Les deux derniers tests, en mars 1961, sont effectués sur des modèles "3KA" (4700 kg), ceux qui seront utilisés par la suite pour les vols habités et qui sont équipés de sièges éjectables pouvant servir lors du décollage (en cas d'explosion de la fusée) et lors du retour sur Terre (avant que la cabine ne touche le sol).
- Le 9 mars, première répétition du vol habité : Spoutnik 9 effectue un vol d'une seule orbite, emportant la chienne Tchernouchka ainsi qu'un mannequin, surnommé Ivan Ivanovitch (en), lequel revient sur Terre à bord du siège éjectable tandis que l'animal est récupéré dans la cabine.
- Ultime test le 25 mars, réédition exacte du test précédent : Spoutnik 10 ramène indemnes la chienne Zvezdotchka et le mannequin.

| Mission     | Lancement         | Modèle | Durée            | Passagers                           | Remarques                           |
| ----------- | ----------------- | ------ | ---------------- | ----------------------------------- | ----------------------------------- |
| Spoutnik 4  | 15 mai 1960       | 1P     | environ 4 jours  | Aucun                               | Vaisseau abandonné en orbite haute  |
| sans nom    | 28 juillet 1960   | 1K     | /                | deux chiens                         | Échec au lancement                  |
| Spoutnik 5  | 19 août 1960      | 1K     | environ 24h      | deux chiens + 40 souris             | Succès                              |
| Spoutnik 6  | 1er décembre 1960 | 1K     | environ 24 h     | deux chiens                         | Échec à l'atterrissage              |
| sans nom    | 22 décembre 1960  | 1K     | Quelques minutes | deux chiens                         | Échec (panne du 3e étage)           |
| Spoutnik 9  | 9 mars 1961       | 3KA    | moins de 2h      | un chien + 1 cochon d'Inde + souris | Succès (test du siège éjectable)    |
| Spoutnik 10 | 25 mars 1961      | 3KA    | moins de 2h      | un chien                            | Succès (réédition du vol précédent) |

Cinq jours après le dernier vol d'essai, et alors que les Américains se préparent à envoyer un de leurs astronautes pour un simple vol suborbital de 15 minutes, Korolev recommande l'envoi du premier cosmonaute sur orbite entre le 10 et le 20 avril.

### Vols habités

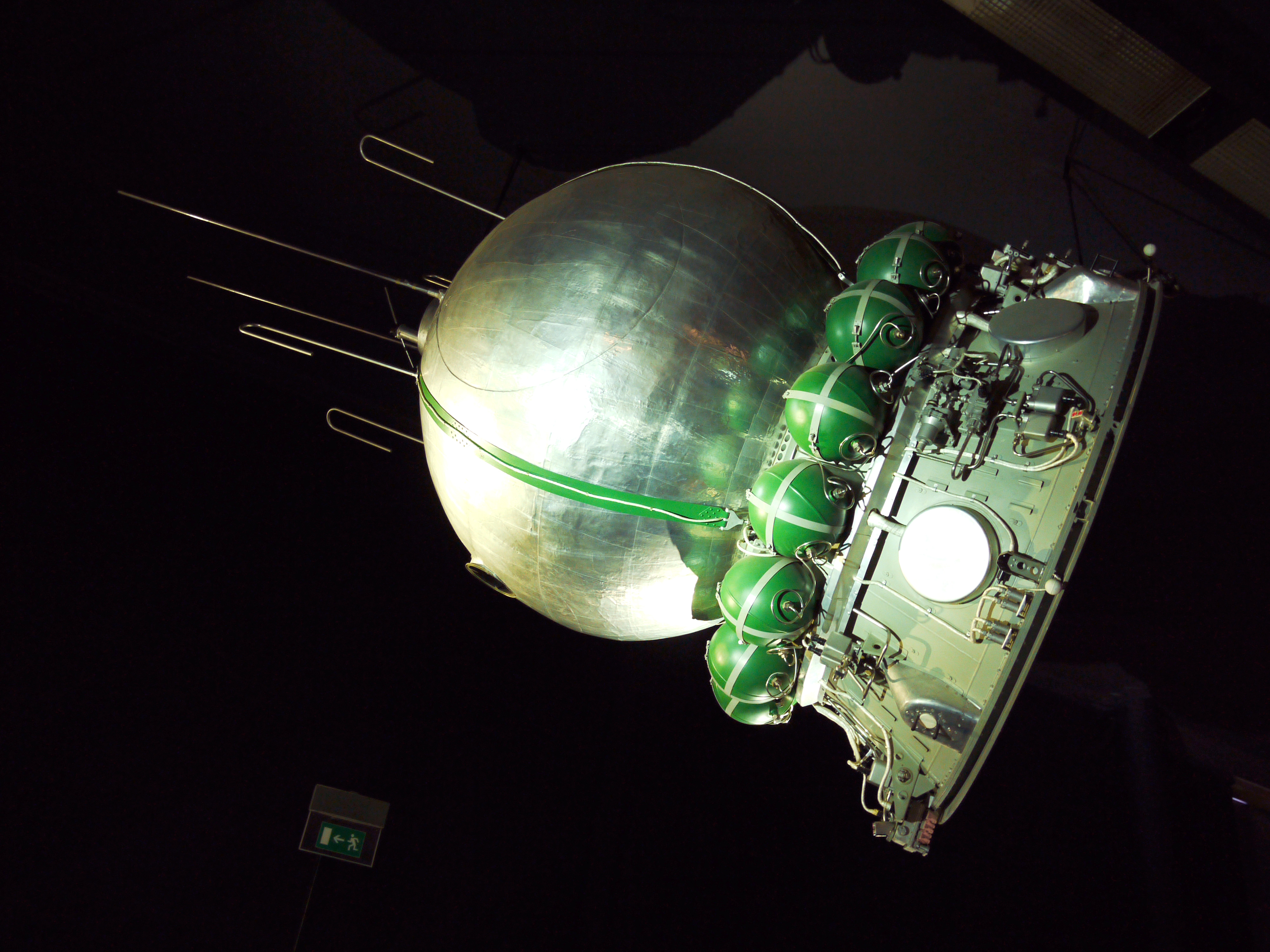
Maquette du vaisseau Vostok au Musée de l'Air et de l'Espace, au Bourget

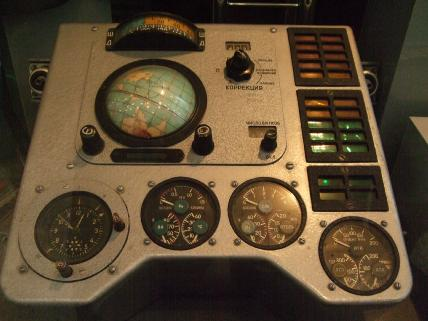
Tableau de bord

Six vols se déroulent entre avril 1961 et juin 1963.
- Le 12 avril 1961, Vostok 1 constitue le tout premier vol orbital de l'histoire et aussi le plus court puisque Youri Gagarine se contente de faire une fois le tour de la Terre en moins de deux heures.
- A peine quatre mois plus tard, le 6 août, les Soviétiques infligent une deuxième humiliation aux Américains : alors que ceux-ci n'ont jusqu'à présent réussi qu'à réaliser deux vols suborbitaux d'un quart d'heure chacun, Guerman Titov fait 17 fois le tour de la Terre en un peu plus d'une journée à bord de Vostok 2. Comme Gagarine, il ne volera plus jamais dans l'espace par la suite.
- L'année 1962 voit, elle aussi deux Vostok quitter la Terre, mais cette fois à 24 heures d'intervalle. Il ne s'agit pas d'un rendez-vous spatial à proprement parler (les Vostok ne sont pas prévus pour cela) mais simplement de deux vols se déroulant simultanément. Si cet événement fait lui aussi sensation, il présente un intérêt technique limité, 5 km séparent en effet les deux vaisseaux. En revanche, les cosmonautes restent beaucoup plus longtemps dans l'espace : près de quatre jours pour Andrian Nikolaïev (Vostok 3) et un peu moins de trois jours pour son collègue Pavel Popovitch (Vostok 4).
- Nouveau duo en 1963 : Valeri Bykowski (Vostok 5) pousse à cinq jours le record de durée dans l'espace tandis que Vostok 6 est piloté par une femme : Valentina Terechkova. Là encore, la nouvelle fera sensation dans le monde entier mais sa portée restera symbolique car ni les Russes ni les Américains n'enverront une autre femme sur orbite pendant les vingt années qui suivront.

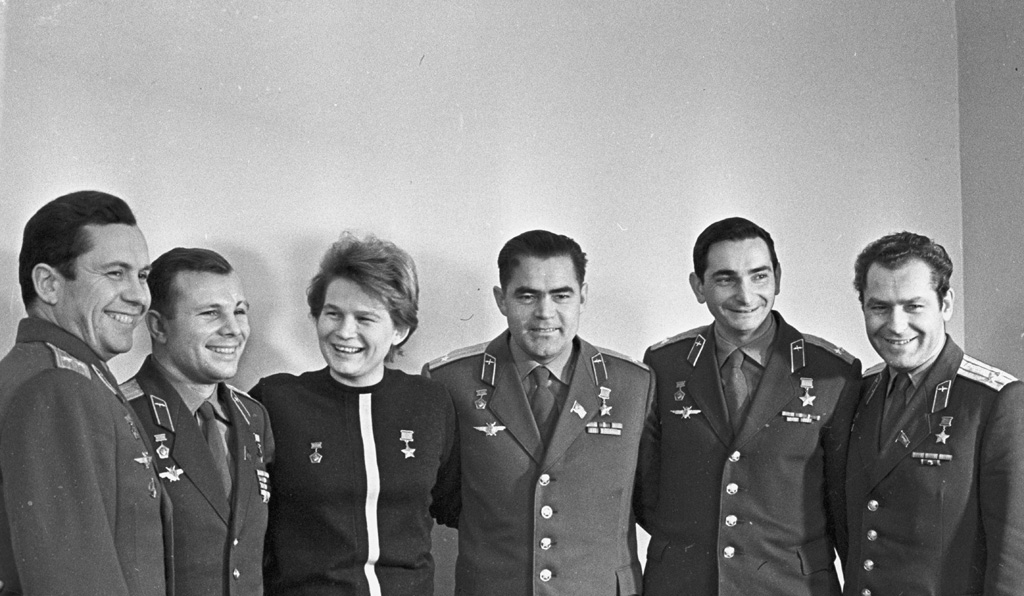
Les six cosmonautes des missions du programme Vostok :
Pavel Popovitch, Iouri Gagarine, Valentina Terechkova, Andrian Nikolaïev, Valeri Bykovski et Guerman Titov.

| Mission  | Lancement     | Modèle | Durée           | Équipage             | Remarques                |
| -------- | ------------- | ------ | --------------- | -------------------- | ------------------------ |
| Vostok 1 | 12 avril 1961 | 3KA    | 1 h 48 min      | Youri Gagarine       | 1er homme dans l'espace. |
| Vostok 2 | 6 août 1961   | 3KA    | 1 j 1 h 18 min  | Guerman Titov        | 1er vol de plus de 24h.  |
| Vostok 3 | 11 août 1962  | 3KA    | 3 j 22 h 22 min | Andrian Nikolaïev    | 1er vol simultané.       |
| Vostok 4 | 12 août 1962  | 3KA    | 2 j 22 h 56 min | Pavel Popovitch      | 1er vol simultané.       |
| Vostok 5 | 14 juin 1963  | 3KA    | 4 j 23 h 7 min  | Valeri Bykovski      | Vol de longue durée.     |
| Vostok 6 | 16 juin 1963  | 3KA    | 2 j 22 h 41 min | Valentina Terechkova | 1re femme dans l'espace. |